# عشق فوتبال
عشق فوتبال (به انگلیسی: The Football Aficionado) فیلم مستند بلند اجتماعی به کارگردانی و تهیه‌کنندگی شارمین مجتهدزاده و پالیز خوشدل است که در سال ۲۰۲۲ تولید شده است. این فیلم به موضوع تبعیض جنسیتی و حقوق زنان در ایران می‌پردازد و داستان زهرا، دختر ۲۷ ساله‌ای را روایت می‌کند که برای ورود به استادیوم و تماشای بازی فوتبال، خود را به شکل مردان درمی‌آورد. زهرا خوشنواز در حین فیلم‌برداری مستند برای فعالیت و تبلیغ در ارتباط با ورود زنان به استادیوم دستگیر و روانه زندان می‌شود. این مستند در اولین حضور خود در جشنواره بوسان کره جنوبی توانست جایزه بهترین مستند جشنواره را از آن خود کند.

## خلاصه داستان
زهرا، دختر ۲۷ ساله‌ای از تهران، هوادار پرسپولیس است و آرزو دارد بازی‌های تیم محبوبش و تیم ملی ایران را در استادیوم تماشا کند. با توجه به ممنوعیت حضور زنان در استادیوم‌های فوتبال در ایران، او تصمیم می‌گیرد با تغییر ظاهر به شکل مردانه، به این هدف دست یابد. این اقدام او در شبکه‌های اجتماعی بازتاب گسترده‌ای پیدا می‌کند و زندگی‌اش را دستخوش تغییر می‌سازد.

## عوامل تولید
- کارگردانان: شارمین مجتهدزاده و پالیز خوشدل
- تهیه‌کنندگان: پالیز خوشدل و شارمین مجتهدزاده
- فیلم‌برداری: پالیز خوشدل و شارمین مجتهدزاده
- تدوین: پالیز خوشدل
- موسیقی: محمد موسوی
- مدت زمان: ۹۰ دقیقه
- زبان: فارسی با زیرنویس انگلیسی

## نمایش‌ها و جشنواره‌ها
عشق فوتبال در جشنواره‌های بین‌المللی متعددی به نمایش درآمده و جوایزی کسب کرده است:
- جشنواره بین‌المللی فیلم بوسان (BIFF) ۲۰۲۲: برنده جایزه بهترین مستند آسیایی (جایزه Mecenat)[۶]
- جشنواره بین‌المللی فیلم مستقل مادرید (FICIMAD) ۲۰۲۴: برنده جایزه بهترین فیلم مستند[۷]
- جشنواره سینمای جهان (بخش ورزشی)، هند، ۲۰۲۳: برنده جایزه بهترین فیلم مستند
- جشنواره بین‌المللی Northern Character، روسیه، ۲۰۲۴: دریافت دیپلم افتخار برای «شخصیت قوی و عشق به فوتبال»
- جشنواره بین‌المللی فیلم مستند Flahertiana، پرم، روسیه، ۲۰۲۳: حضور در بخش رسمی[۸]
- جشنواره بین‌المللی فیلم مستند و کوتاه کرالا، هند، ۲۰۲۳: نمایش فیلم
- جشنواره سینمای حقوق بشر ناپل، ایتالیا، ۲۰۲۳: حضور فیلم
- رویداد سینمایی «سینما(ها) ی ایران» ۲۰۲۳ (Cinéma(s) d’Iran): نمایش فیلم[۹]